# خط سرياني غربي

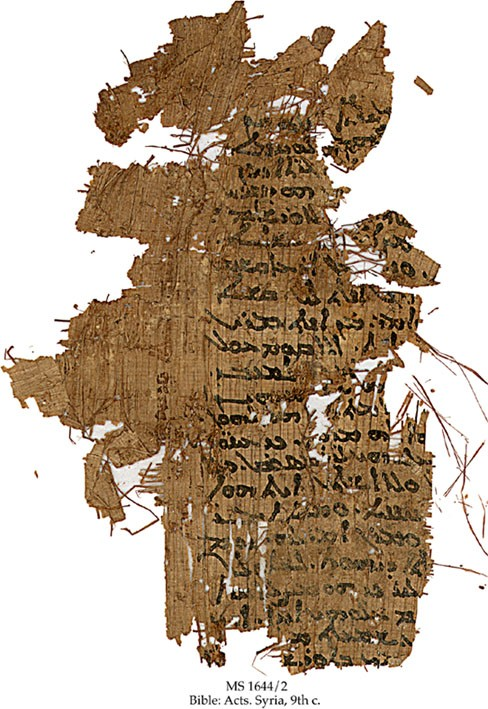
جزء من أعمال الرسل مكتوب بخط السرطو على مخطوطة من البردى.

الحرف السرياني الغربي أو خط السرطو، (بالسريانية: ܣܪܛܐ)، كما يسمى أحيانا ب-الخط اليعقوبي و-الخط البسيط لكونه بسط خط الإسطرنجيلي الأقدم بتقليل عدد الخطوط والرسمات به، وهو أحد خطوط الأبجدية السريانية، وهو الخط المستعمل بشكل أساسي لدى الكنائس السريانية الغربية أي الكنيسة السريانية الأرثوذكسية والكاثوليكية والكنيسة المارونية.
يعود أصل تسمية هذا الحرف إلى كلمة ܣܪܛܐ سرطو التي تعني ببساطة «الخط». وتعود أقدم كتابات بهذا الخط إلى القرن الثامن.